# Ясинський Володимир Кирилович
Володимир Кирилович Ясинський  — український науковець у галузі математичної кібернетики. Доктор фізико-математичних наук, професор. Академік АН ВШ України з 2009 року.
Народився 12 жовтня 1940 року у м. Пружани Брестської обл. Білорусі.

## Освіта
У 1965 році закінчив фізико-математичний факультет Чернівецького державного університету.

## Кар'єра
Працював на посаді математика-програміста обчислювального центру цього університету. З 1972 по 1973 рік навчався в аспірантурі Латвійського державного університету. Працював в Чернівецькому університеті на посадах: асистента, старшого викладача, доцента кафедри прикладної математики і механіки; доцента, професора кафедри математичного моделювання. З 2001 року працює завідувачем кафедри математичної і прикладної статистики цього ж університету. За сумісництвом завідував кафедрою інформаційних систем на Чернівецькому факультеті Національного технічного університету «ХПІ» (1996—2001 рр.), працював професором кафедри вищої математики факультету інформаційних систем і технологій Буковинського університету (2001—2007 рр.).

## Наукові інтереси
Теоретичні основи інформатики і кібернетики, випадкові процеси (стійкість і стабілізація розв'язків стохастичних диференціально-функціональних рівнянь з урахуванням марковських, напівмарковських і пуассонових збурень).
В авторстві і співавторстві опублікував 9 монографій, 12 підручників з грифом Міністерства освіти і науки України, понад 250 статей і понад 150 тез наукових конференцій.
Підготував 10 кандидатів фізико-математичних наук.
Член спеціалізованої вченої ради по захисту кандидатських дисертацій.

## Досягнення
За час роботи з 1966 у системі вищої освіти як головний виконавець або керівник виконав понад 9 госпдоговірних робіт з підприємствами країни і міста Чернівці, а також 4 грантові науково-дослідні роботи Міністерства освіти і науки України. За ініціативою та безпосередньою участю відкрито дві спеціальності — «Статистика» (2000 р.) і «Системний аналіз» (2009 р.).

## Відзнаки
Нагороджений медаллю «Ветеран праці» (1989). Лауреат премії ім. Юрія Федьковича з розвитку національної освіти (2003 р.).